# As Young as You Feel
As Young as You Feel ist eine US-amerikanische Filmkomödie von Harmon Jones aus dem Jahr 1951.

## Handlung
Der rüstige Drucker John R. Hodges erhält von seiner Firma Acme Printing die Kündigung, weil Männer nach den Statuten des Mutterkonzerns Consolidated Motors über 65 Jahren hinaus nicht beschäftigt werden dürfen. John ist empört und will sich an den Chef von Consolidated Motors wenden, doch niemand bei Acme scheint den Namen des Chefs zu kennen. Erst über Umwege erfährt er, dass es sich beim Leiter um Harold P. Cleveland handelt.
Wenig später kündigt sich Harold P. Cleveland schriftlich bei Johns Chef Louis McKinley an, der besorgt ist, dass die Firma möglicherweise geschlossen wird. Er organisiert einen großen Empfang für Cleveland, der niemand anderes als der verkleidete John ist. John wird durch die Druckerei geführt und hält wenig später eine Rede, in der er das Potenzial der erfahrenen, älteren Arbeiter hervorhebt. Louis kündigt an, die 65-Jahre-Grenze aufzuheben und sämtliche im letzten Jahr wegen der Grenze entlassenen Arbeiter wieder einzustellen. Am Abend wird John von Louis zum Essen eingeladen und macht Bekanntschaft mit Louis’ Ehefrau Lucille. Er tanzt mit ihr und Lucille fühlt sich zum ersten Mal seit der Eheschließung wieder beachtet und gemocht. Am nächsten Morgen eröffnet sie Louis, dass sie ihn verlassen will.
Bei Consolidated Motors ist unterdessen Ratlosigkeit ausgebrochen. Die Rede von John hat Eindruck im ganzen Land gemacht, die Firma wird mit Dankesbriefen überschüttet und zahlreiche kleinere Firmen wollen sich an den von John propagierten Idealen orientieren. Der echte Harold P. Cleveland lässt John ausfindig machen. Unterdessen hat John nach der Neuregelung seine Arbeit wieder aufnehmen dürfen. Ein Beschäftigter, der mit Johns potenziellem Schwiegersohn Joe im Betrieb um einen wichtigen Posten streitet, erkennt in John den vermeintlichen Harold P. Cleveland und berichtet seinem Vorgesetzten davon. Er gilt nun als verrückt, so dass Joe den Posten erhält. Louis wiederum erhält Besuch vom FBI, die ihm von dem Betrug berichten. Bald ist klar, dass John der Betrüger war. Harold P. Cleveland sucht John auf und lässt sich die Ursache und den Hergang der Geschichte erklären. Auch Lucille ist bei John eingetroffen, will sie doch ihr Leben zukünftig mit ihm verbringen. John weist sie zurück, weiß er doch, dass Lucille ihren Mann liebt. Louis erscheint, feuert John und bittet Lucille um Vergebung. Sie verzeiht ihm. Zwar bietet Harold P. Cleveland John einen neuen Posten in New York an, doch will John in seiner Stadt und bei seiner Familie bleiben. Cleveland verspricht, persönlich bei Louis für die Rücknahme der Kündigung zu sorgen, und bittet John, im Falle neuer Ideen für Reden mit ihm in Verbindung zu treten.

## Produktion
As Young as You Feel wurde vom 15. Dezember 1950 bis Ende Januar 1951 unter anderem in Vernon und Pacific Palisades in Kalifornien gedreht. Das Drehbuch basiert auf der Geschichte The Great American Hoax von Paddy Chayefsky, die jedoch unveröffentlicht blieb und 1957 unter dem Titel The Great American Hoax erneut fürs Fernsehen verfilmt wurde.
Als Marilyn Monroe wieder von 20th Century Fox unter Vertrag genommen wurde, war dieser Film ihre erste Auftragsarbeit. Bei den Dreharbeiten lernte sie ihren späteren Ehemann Arthur Miller kennen.
Der Film hatte am 15. Juni 1951 in Los Angeles Premiere. In Deutschland ist er bisher nicht erschienen.

## Kritik
Die New York Times lobte As Young as You Feel als „unterhaltsamen, scharfsinnigen und ungekünstelten Film“.